# جغرافیای مراکش

ننه ی خمیتی۱.

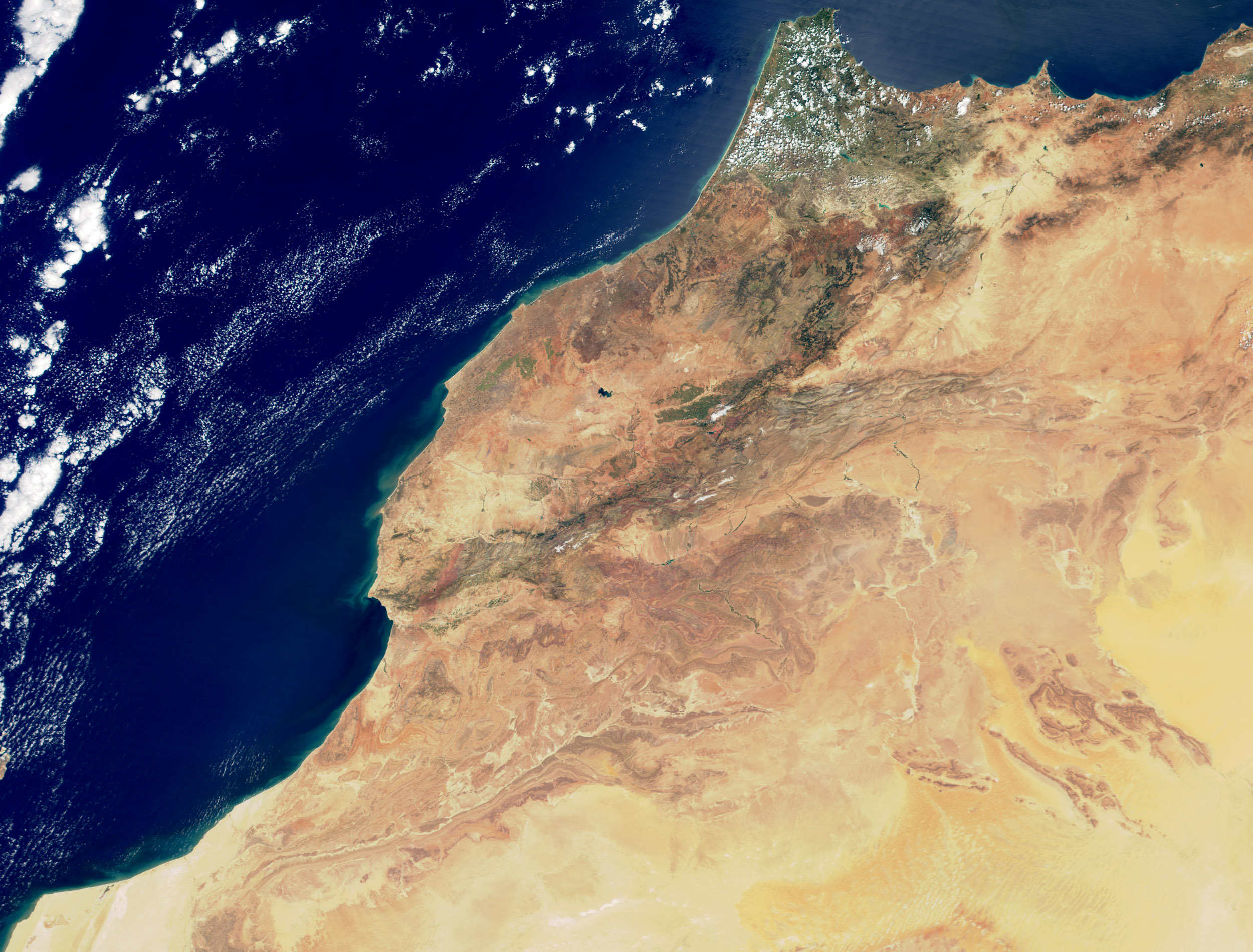
دید ماهواره‌ای از مغرب.

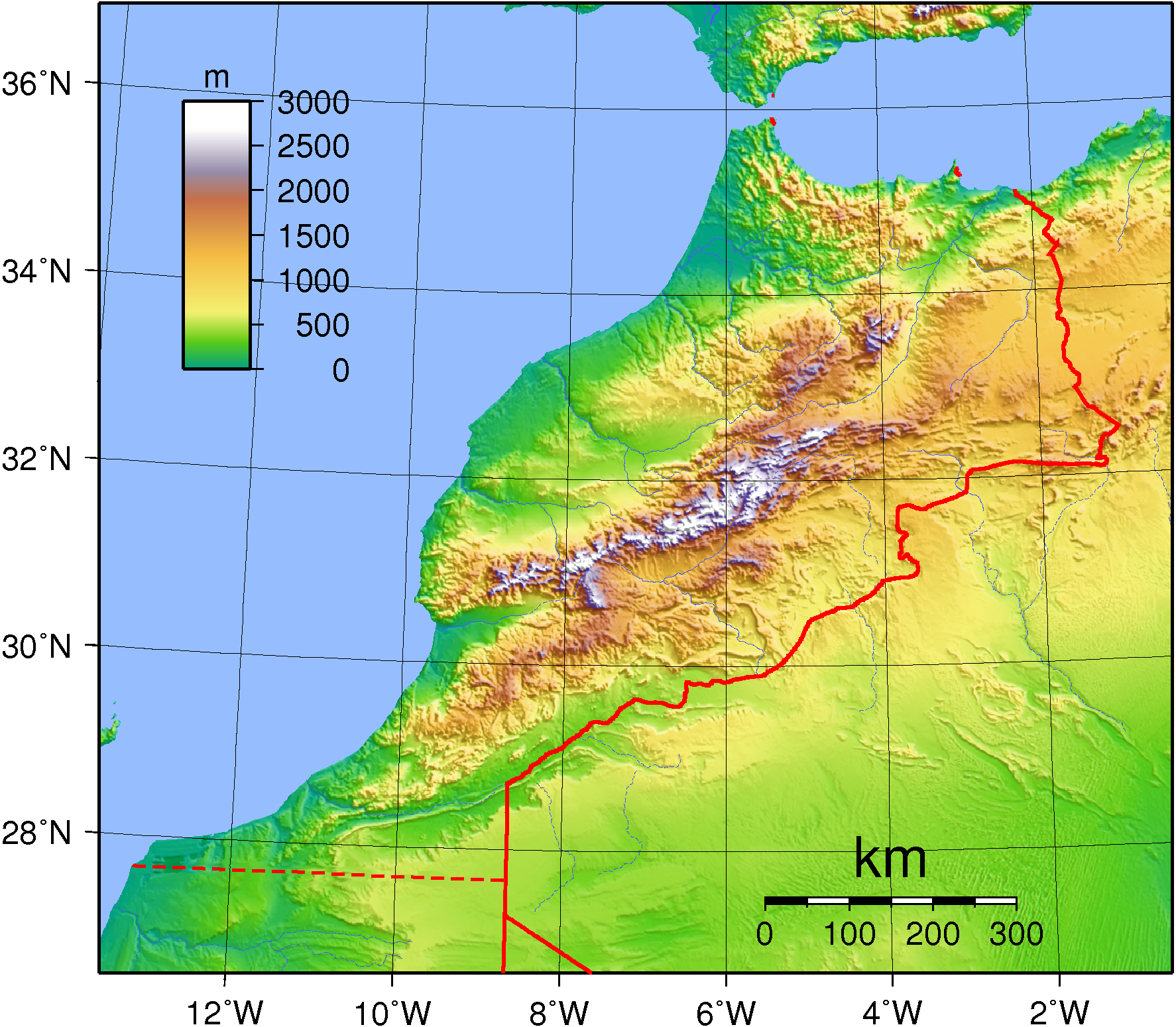
نقشهٔ ناهمواری‌های مغرب.

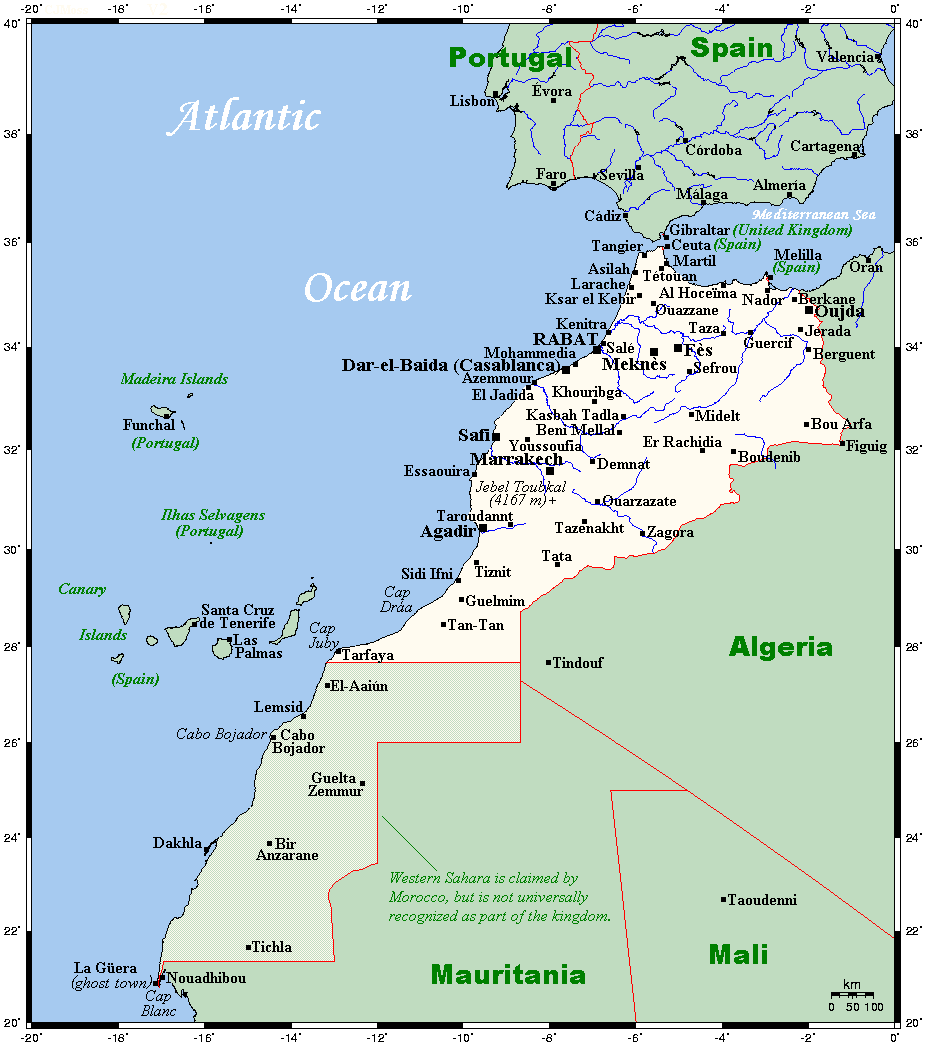
شهرهای اصلی مغرب و صحرای غربی.

مغرب کشوری در گوشهٔ شمال غربی آفریقا است که در حاشیه جنوبی قاره اروپا واقع شده‌است. تنگه جبل‌الطارق، مغرب را با یک آبراههٔ ۱۳ کیلومتری از اسپانیا جدا می‌کند. مغرب از غرب با اقیانوس اطلس شمالی و از سمت شمال با غرب دریای مدیترانه همسایه است. این کشور با الجزایر و منطقه مورد مناقشه صحرای غربی هم هم‌مرز است. مغرب تنها کشور آفریقایی است که هم با اقیانوس اطلس و هم در کنار دریای مدیترانه ساحل دارد. خط ساحلی مغرب در امتداد اقیانوس اطلس شمالی و دریای مدیترانه ۱۸۳۵ کیلومتر است.
مغرب ۴۴۶۳۰۰ کیلومتر مربع مساحت دارد. صحرای غربی مورد ادعای مغرب نیز حدود ۲۶۶۰۰۰ کیلومتر مربع مساحت دارد. مساحت مغرب، بدون احتساب قلمرو صحرای غربی که تحت کنترل مغرب قرار گرفته، کمی بزرگتر از ایالت کالیفرنیا در ایالات متحده است. مرزهای زمینی مغرب ۲۰۱۷٫۹ کیلومتر است که شامل ۱۵۵۹ کیلومتر مرز با الجزایر و ۴۴۳ کیلومتر مرز با صحرای غربی است.
دو منطقه کوچک سبته و ملیلیه که متعلق به اسپانیا هستند، در سواحل شمالی مغرب واقع شده‌اند. مغرب با در سئوتا ۶٫۳ کیلومتر و با ملیلیه ۹٫۶ کیلومتر مرز مشترک دارد. مغرب مالکیت اسپانیا بر چندین منطقه تحت کنترل اسپانیا در سواحل مدیترانه‌ای آفریقا، به ویژه سبته و ملیلیه را به رسمیت نمی‌شناسد.
مغرب مدعی صحرای غربی نیز هست و از سال ۱۹۷۹ این سرزمین را به عنوان قلمرو خود اداره می‌کند، اگرچه دادگاه بین‌المللی دادگستری در سال ۱۹۷۵ حکم داد که مغرب هیچ ادعای مشروعی نسبت به صحرای غربی ندارد. آتش‌بس بین مغرب و جنبش استقلال‌طلب جبهه پولیساریو تحت حمایت الجزایر در صحرای غربی از سپتامبر ۱۹۹۱ اجرایی شده‌است، اما همه‌پرسی تعیین سرنوشت تحت حمایت سازمان ملل هرگز برگزار نشده‌است و مذاکرات دوره‌ای برای حل و فصل این وضعیت ادامه دارد.

## کوه‌ها
سرزمین مراکش عمدتاً کوهستانی است و بلندی‌های این کشور به‌طور میانگین حدود ۸۰۰ متر بالاتر از سطح دریا قرار دارند. چهار رشته‌کوه بر ناهمواری‌های مراکش تسلط دارند و کشور را به سه منطقه جغرافیایی تقسیم می‌کنند.
دو زنجیره از کوه‌ها شرق مراکش را از مراکش اطلسی جدا می‌کنند: کوه‌های ریف در شمال حایلی را در امتداد خط ساحلی مدیترانه تشکیل می‌دهند، در حالی که کوه‌های اطلس مانعی در سراسر مرکز کشور ایجاد می‌کنند. این دو بخش از کشور توسط راه‌گذر باریک تازه در شمال شرقی و همچنین با جاده‌هایی که مسیرهای سنتی قدیمی‌تری را دنبال می‌کنند، به هم متصل می‌شوند. رشته‌های اطلس و ریف در دوره‌های پالئوژن و نئوژن (بین ۶۵ تا ۲٫۶ میلیون سال پیش) در اثر چین‌خوردگی و بالا آمدن رسوب‌هایی که در دریای تتیس انباشته شده بود، تشکیل شدند. تتیس در آن زمان با کرانه‌های شمالی آفریقا همسایه بود.
کوه‌های اطلس از شمال مرکزی تا جنوب غربی این کشور کشیده شده‌اند. این رشته‌کوه حدود ۱۳۵۰ کیلومتر درازا دارد و ستون فقرات کشور به‌شمار می‌آید.
در شمال کوه‌های اطلس، کوه‌های ریف واقع شده‌اند؛ زنجیره‌ای که بخشی از رشته‌کوه سیرا نوادا در اندلس اسپانیا به‌شمار می‌آید.
کوهستان گستردهُ ریف از طنجه در غرب تا ناظور در شرق در حدود ۲۵۰ کیلومتر امتداد پیدا کرده‌است. در غرب کشور، در امتداد کرانه‌های اقیانوس اطلس، فلات مراکش از طنجه تا لاگویرا به طول حدود ۲۳۱۰ کیلومتر امتداد می‌یابد و به دشت‌های سایس در نزدیکی فاس و تانسیفت الحوز در نزدیکی شهر مراکش می‌رسد. این دشت‌های گسترده و بارور، به کشاورزی در منطقه رونق بخشیده که ۱۵ درصد از اقتصاد محلی را تشکیل می‌دهد. در منتهی‌الیه جنوب شرقی کشور، زمین‌ها به دلیل نزدیکی به صحرای بزرگ آفریقا خشک هستند. در بیابان‌های مراکش، واحه‌هایی از نخلستان‌ها در بسیاری از مناطق، به ویژه در فکیک و کوه زاگورا جای گرفته‌اند.

## آب و هوا
مناطق آب و هوایی مراکش را می‌توان به دو بخش شمال غربی و جنوب شرقی تقسیم کرد. در جنوب شرقی، آب و هوا خشک و منطقه، کم‌جمعیت است. شمال غرب آب و هوای معتدلی دارد و ۹۵ درصد جمعیت مراکش در این حدود زندگی می‌کنند. مناطق عمدتاً پرجمعیت شمال غربی کشور عمدتاً دارای آب و هوای مدیترانه‌ای هستند، اما از آنجایی که این کشور به شدت کوهستانی است، تأثیر قاره‌ای و کوهستانی و همچنین تأثیر اقیانوسی در امتداد خط ساحلی اقیانوس اطلس مشهود است. محدوده آخر، سرزمین‌های نیمه‌خشکی هستند که مناطق کمی را در شمال شرقی، مرکزی-جنوب و جنوب غربی پوشش می‌دهد. در امتداد سواحل مدیترانه، آب و هوا به‌طور معمول مدیترانه‌ای است و از انواع پوشش گیاهی معمولی مدیترانه پشتیبانی می‌کند.
تابستان‌ها نسبتاً گرم و زمستان‌ها معتدل است. دورتر از ساحل، در رشته کوه ریف، آب و هوا شروع به قاره‌ای شدن می‌کند، با زمستان‌های سردتر و تابستان‌های گرم‌تر. در ارتفاعات بالای ۱۰۰۰ متر، آب و هوای کوهستانی با تابستان‌های گرم و زمستان‌های سرد برقرار است. میزان بارندگی در کناره غربی بسیار بیشتر از پهلوی شرقی است. میانگین بارندگی سالانه به ترتیب بین ۶۰۰ تا ۱۵۰۰ میلی‌متر و ۳۰۰ و ۷۰۰ میلی‌متر است. در ارتفاعات برف فراوان است.
- شهرهای با آب و هوای مدیترانه‌ای: طنجه، تطوان، حسیمه، ناظور.
- هرهای با آب و هوای قاره‌ای: شفشاون، ایساگوئن، تارگویست، تازه.
- شهرهای با آب و هوای کوهستانی: باب برد.

در امتداد سواحل اقیانوس اطلس، آب و هوا مدیترانه‌ای با نفوذ اقیانوسی است. نقش آب و هوای اقیانوسی در طول خط ساحلی از منطقه‌ای به منطقه دیگر متفاوت است اما به‌طور کلی از اصیله تا صویره ادامه دارد. تابستان‌ها گرم تا نسبتاً گرم و زمستان‌ها خنک‌تر از سواحل مدیترانه است. دورتر از سرزمین‌های ساحلی، در رشته کوه اطلس، آب و هوا شروع به قاره‌ای‌تر شدن می‌کند، با زمستان‌های سردتر و تابستان‌های گرم‌تر.
میانگین بارندگی سالانه بین ۵۰۰ تا ۱۸۰۰ میلی‌متر در شمال است، اما با حرکت به سمت جنوب، میانگین آن حدود ۱۰۰ تا ۲۰۰ میلی‌متر کاهش می‌یابد.
در ارتفاعات برف فراوان است. دو ایستگاه اسکی وجود دارد، یکی در میشلیفن واقع در کوه‌های اطلس میانی و دیگری در اوکایمدن در اطلس بزرگ.
- شهرهای تحت تأثیر هوای اقیانوسی: رَباط، کازابلانکا، صویره، عرائش
- شهرهای تحت تأثیر هوای قاره‌ای (بَرّی): فاس، مکناس، خنیفره، بنی‌ملال
- شهرهای تحت تأثیر کوهستان: افران، ازرو، میدلت، ایموزار کندر

مناطق جنوبی شمال غرب نیمه‌خشک است. میزان بارندگی کمتر است و سالانه بین ۲۵۰ تا ۳۵۰ میلی‌متر قرار دارد. محدوده دما در این منطقه به‌طور کلی در مقایسه با استان‌های بالا تغییر زیادی نشان نمی‌دهد.
از شهرهای اصلی دارای چنین آب و هوایی می‌توان آگادیر و مراکش را نام برد. منطقه مورد مناقشه صحرای غربی دارای آب و هوای گرم بیابانی است، اما دما در طول ساحل معتدل‌تر است.